# Иммиграция в Грецию
Иммиграция в Грецию граждан других государств насчитывает несколько волн в своей истории. Незаконная иммиграция в последние годы стала для Греции проблемой общегосударственного уровня.
23 декабря 2009 года на заседании правительства Греции исследовательская организация «Kάπα Research» представила результаты опроса среди 1280 греков и 530 иммигрантов, проживающих в Греции. Бо́льшая часть греков (51,6 %) уверена, что иммигранты несут «угрозу» для Греции, 30,6 % считают иностранцев «шансом для Греции», а 17,8 % затруднились дать однозначный ответ. На вопрос: «Достаточно ли иностранцев проживает в Греции?» — подавляющее большинство респондентов (79,3 %) ответило «очень много», 18,6 % — «достаточно, но не очень много», а 1,6 % заявили, что «иностранцев в Греции не столь уж и много». В ответ на вопрос: «Как влияют иностранцы на экономику Греции?» — более половины греков (57,5 %) заявили, что «иностранцы забирают работу у местных жителей, уменьшают зарплаты и увеличивают безработицу на рынке труда», а 34,3 % греков предположили, что «иностранцы вносят серьёзный вклад в экономику страны». По состоянию на 2019 год, по оценкам ООН, в Греции проживало 1,2 миллиона иммигрантов и их потомков, или 11,6 % населения страны.

## История
Первая волна иммиграции в Грецию в 1923 году — Греко-турецкий обмен населением, также известный в современной греческой историографии как Малоазийская катастрофа — стала вынужденным шагом правительства после Греко-турецкой войны 1919—1922 годов, обернулась для греков территориальными потерями, а также геноцидом понтийских греков, который в период 1919—1922 годов достиг своего апогея. Около 2 миллионов человек принудительно сделали беженцами и вынудили покинуть земли, которые были их родиной на протяжении веков и даже тысячелетий, как в случае греков в Анатолии. Обмен произошел между православными турецкими гражданами и гражданами Греции мусульманского вероисповедания.
В 1930-е годы, когда советская власть развернула так называемую Греческую операцию, на политическое убежище рассчитывало около 40 тысяч этнических греков — граждан СССР. Официальная Греция отказывалась их принять, поскольку страна переживала экономические затруднения в связи с греко-турецким обменом населения. Впрочем, она всё же приняла около 10 тысяч беженцев.
В эпоху правления в Греции военной хунты «чёрных полковников» (1967—1974 годы) были привлечены трудовые иммигранты, в основном из Египта. В 1980-х годах массово набирались на работу медсёстры из Филиппин.
Ещё до распада СССР Греция столкнулась с массовой иммиграцией, в основном незаконной, из Албании и других малых Балканских стран. Албанские иммигранты составляют около 70 % от общего числа иммигрантов, хотя значительная их часть имеет «специальное разрешение Омогения» как этнические греки. Среди других национальных групп представлены пакистанцы, афганцы, иранцы, иракцы, выходцы из Бангладеш и Сомали, которые устраиваются на рабочие места, не требующие высокой квалификации рабочих.
За ними в конце 1980-х годов в Грецию хлынули политические беженцы из стран Восточной Европы и курды из Турции. В 1980-е годы понтийские греки, особенно из стран Закавказья, массово реиммигрировали на свою этническую родину — Грецию.

### Массовая иммиграция 1990-х годов
Причин беспрецедентно массовой для Греции иммиграции на протяжении 1990-х годов несколько: распад Советского Союза, что наряду с другими балканскими проблемами, такими как Югославские войны, привело к распространению политических волнений и политической нестабильности не только на Балканах, так и во всех бывших странах Восточного блока.
Демография региона также представляет особый интерес, поскольку Греция — страна со стареющим населением, получила иммигрантов из стран с младшими трудовыми резервами. В сочетании с потребностью Греции в дешёвой рабочей силе (особенно в малых семейных предприятиях, которые по-прежнему распространены в Греции — рестораны, таверны, виллы, магазины и т. д.) это привело к невозможности грекам трудоустроиться в собственной стране.
Другим важным фактором в значительном росте масштабов иммиграции стало сужение разрыва в уровне жизни между странами Северной Европы и Южной Европы. Следовательно Греция стала привлекательной для экономических мигрантов благодаря устойчивым темпам роста экономики и помощи ЕС. Наличие теневого сектора экономики в Греции, работа в котором хорошо оплачивается, также способствовало притоку иммигрантов. Например, албанским работникам в Албании выплачивали в среднем $ 3 в час, в то время в Греции за ту же работу они получали от $ 6 до $ 10.

### Современность
По данным греческой полиции, в 2010 году значительно возросла доля турецких нелегальных иммигрантов; количество их арестов, в частности в номе Эврос, выросло на 371,94 % по сравнению с 2009 годом. С января по сентябрь 2010 года на границе с Турцией при переправе по суше задержаны 31 219 человек, в то время как в соответствующий период 2009 года — 6615 человек. По данным Еврокомиссии, около 90 % всех нелегальных мигрантов въезжают в Евросоюз через Грецию.
В октябре 2010 года Министерство гражданской защиты Греции обратилось с просьбой прислать пограничный патруль для охраны греко-турецкой границы от нелегальных мигрантов. По словам министра общественной защиты Христоса Папуциса, граждане третьих государств проникают через Турцию в Грецию, которая является государством-членом ЕС, чтобы дальше перебраться в другие европейские страны, поэтому проблема уже приобрела общеевропейский характер. Официальные Афины надеются также на помощь агентства ЕС по защите границ Frontex, которое ранее помогло Греции остановить массовое пересечение государственной границы нелегальными мигрантами морем.
2 ноября 2010 отряд из 175 специалистов Frontex разместился в городе Орестиада вблизи греко-турецкой границы. Среди участников миссии — специалисты по выявлению поддельных документов, незаконного пересечения границы, пограничного контроля и угону автомобилей, переводчики, специалисты по опросу задержанных и кинологи. Отряд подчиняется греческой власти и применяет оружие только как меру самообороны.
Несмотря на совместные усилия Frontex, греческой пограничной службы и полиции, 15 декабря 2010 года министр общественного порядка Христос Папуцис отметил: «Фактически каждый день население Греции увеличивается на одно село… сегодня греческую границу в Эвросе нелегально пересекают от 120 до 150 иммигрантов…». В начале января 2011 Папуцис предложил возвести 12,5-километровую стену на границе с Турцией. Такое предложение вызвало осуждение КПГ и Human Rights Watch, однако подавляющее большинство самих греков, согласно трём опросам, поддерживают данную идею.
По данным, обнародованным Греческим фондом европейской и внешней политики в январе 2011 года, количество нелегальных мигрантов за 12 месяцев 2010 года выросло на 60 % по сравнению с двумя предыдущими годами и составило 470 тысяч человек (в предыдущие годы — 280 000).
Согласно данным озвученным министром гражданской защиты Греции Никосом Дендиасом в январе 2014 года, количество нелегальных иммигрантов из Албании составляет (36 процентов), затем следует Сирия (19 процентов), Афганистан (15 процентов), Пакистан (9,4 процента) и Бангладеш (3,5 процента).[17] Архивная копия от 8 февраля 2014 на Wayback Machine
Греческими военными производится насильственное вытеснение прибывающих мигрантов с приграничной сухопутной территории и территориальных вод, недопущение их на территорию Греции. Греция отказывает мигрантам в праве на въезд на территорию страны. В результате данных действий происходят несчастные случаи, в том числе смерть мигрантов от обморожения.